# Lęk społeczny
Lęk społeczny – termin określający występowanie odczucia lęku w sytuacjach społecznych, w których może dojść do zażenowania lub istnieje obawa bycia negatywnie ocenionym przez innych. Sytuacjami takimi mogą być np. randka, rozmowa czy spotkanie z nieznajomymi. Osoba doświadczająca lęku społecznego może obawiać się, że będzie postrzegana jako niespokojna, głupia lub słaba.
Przy znacznym stresie (mogącym wywoływać nawet napad paniki) lub upośledzeniu funkcjonowania (związanego z życiem codziennym, zawodowym, akademickim lub relacjami społecznymi), rozpoznana może być fobia społeczna (lub lęk społeczny w dzieciństwie). Oprócz fobii społecznej, z lękiem społecznym związane są też inne zaburzenia lękowe, a także zaburzenia nastroju, zaburzenia ze spektrum autyzmu, zaburzenia odżywiania oraz zaburzenia związane z używaniem substancji psychoaktywnych.
Do pomiaru natężenia lęku społecznego może służyć Skala Lęku Społecznego Liebowitza.